# Howchin North Stream
Koordinaten: 78° 12′ S, 163° 25′ O
Der Howchin North Stream (englisch für Nördlicher Howchinstrom) ist ein Schmelzwasserfluss an der Scott-Küste des ostantarktischen Viktorialands. In den Denton Hills fließt er von der Nordflanke des Howchin-Gletschers in östlicher Richtung und nördlich des Howchin South Stream zum Howchin Lake.
Das New Zealand Geographic Board benannte ihn 1994 in Anlehnung an die Benennung des ihn speisenden Gletschers. Dessen Namensgeber der australische Geologe Walter Howchin (1845–1937).